# Orka! Orka!
Orka! Orka! var en tv-serie, skapad av Sara Kadefors och Mats Kjelbye, som gick i SVT1 under perioden 11 november 2004 – 19 april 2005. Serien handlade om ett antal olika familjer som bodde i samma bostadsområde och som alla hade olika problem. Serien regisserades av olika regissörer, bland annat Marcus Olsson, Susan Taslimi, Baker Karim och Maria Hedman.
Serien är inspelad i Nödinge i Ale kommun.

## Familjer

### Familjen Gustafsson
Familjen består av Kennet, Kerstin och deras 14-årige son Emil. Emil är ishockeymålvakt. Familjen har tvingats flytta från en villa till en hyreslägenhet i ett bostadsområde eftersom Kennet blivit av med jobbet som säljare. Familjen som alltid levt med en stabil ekonomi och välartade grannar tycker inte att flytten till en hyreslägenhet känns särskilt lockande.
Kennet - Frederik Nilsson, Kerstin - Åsa Gustafsson, Emil - Sebastian Back

### Familjen Holmberg
Annika är gift med Klas och tillsammans har de sonen Linus. Hon har sedan ett tidigare äktenskap tonårsdottern Vanessa. Annika arbetar som undersköterska, Klas som lastbilschaufför och är därför inte hemma särskilt ofta. Klas har sonen Robin med en kvinna som inte riktigt tar sitt ansvar som mor. Annika fick Vanessa direkt efter gymnasiet och har ingen vidareutbildning så hon är glad över att hon lyckats få jobb ändå. 
Annika - Carina M. Johansson, Klas - Örjan Landström, Vanessa - Sasha Becker, Linus - Walter Brännvall, Robin - Pasi Ilvesviita

### Familjen Taasha
Schole är från Iran och har barnen Ismael och Keia. Barnets pappa Manousch bor inte hos dem längre eftersom han var otrogen med en annan kvinna. Om Manousch vill träffa sina barn tvingas han göra det utan att Schole vet om det. Barnen älskar sin mamma väldigt mycket men vill ändå träffa sin pappa. De blir ledsna när Schole blir så arg om de frågar. Manousch har en ny kvinna.
Schole har en akademisk examen i företagsekonomi och har arbetat som revisor. Hon skötte bokföringen åt Manousch (som har en tobaksaffär) tidigare men nu jobbar hon som vikarie i ett skolkök. Trots sin utbildning och arbetserfarenhet har hon inte lyckats få något fast jobb. 
Schole - Susan Taslimi , Ismael - Mohammed El Assir, Keia - Roy Abou-Ramia, Manoush - Hassan Brijany

### Familjen Rindberg
Frida är en tjej som är väldigt ensam. Hon har inga kompisar i skolan. Hennes föräldrar älskar henne men hennes mamma Klara är deprimerad och måste äta tabletter för att bli glad, och pappa Johan kan aldrig vara allvarlig.
Johan älskar Frida och han försöker vara så bra pappa det går, men ibland blir det lite fel. Johan älskar att tillbringa kvällar och dagar på någon av de lokala ölserveringarna. 
Klara jobbar i kassan på snabbköpet, när hon mår bra. Ibland brukar hon inte ta sina tabletter och då blir hon arg och skriker på Frida.
Frida - Frida Bergesen, Johan - Kjell Wilhelmsen, Klara - Cilla Jelf

### Familjen Stenlund
Pontus är nyutexaminerad lärare. Han och hans familj bodde i Stockholm innan där Pontus läste på lärarhögskolan, men nu har han precis fått jobb som samhällskunskaps- och historielärare på skolan i området i Göteborg där han själv växte upp. Pontus är gift med Åsa och har en ettårig son, Jonny. Åsa lyckades precis före flytten få ett vikariat som bibliotekarie på stadsbiblioteket. 
Pontus blir väldigt engagerad i sina unga elever, speciellt Vanessa, och det skapar stora problem.
Pontus - Robin Stegmar, Åsa - Tove Wiréen

### Bröderna Esmaeli
Goran kom till Sverige från Bosnien med sin lillebror Emir, mitt under Balkankriget. De blev placerade på en flyktingförläggning. Goran lärde sig snabbt svenska och anpassade sig till det nya landet. Emir hade det dock lite svårare. Han var så liten under flykten till Sverige så han hade lite svårt att förstå allt som hände. Dessutom saknade han tålamod med alla socialarbetare som han kom i kontakt med. Han hamnade i dåligt sällskap och blev omplacerad. Bröderna fick permanent uppehållstillstånd och bodde på olika ställen i Sverige innan de till slut hamnade i Motala där Goran tog taxikörkort. Goran fick sedan jobb på en taxistation på västkusten där han också lyckades få en lägenhet.
Goran försökte länge med att få Emir förflyttad till västkusten och till slut lyckades han. Men Emir har svårt för att lära sig svenska och får lite problem. Goran kämpar också med att skicka pengar till föräldrarna i Bosnien.
Goran startar en städfirma vid sidan av taxijobbet och vill att Emir skall börja jobba hos honom, men Emir bara skrattar åt honom. Emir tycker att det är lättare att låna pengar av Goran än att jobba, och eftersom Goran är så snäll är det inga problem. Sprickan mellan bröderna blir allt större. Så när Goran träffar en tjej, Kasia, sätts verkligen brödrakärleken på prov. 
Goran - Boris Glibusic, Emir - Rasim Ahmetovic, Kasia - Karin de Frumerie

### Niklas Blomgren
Niklas bor i lägenheten precis ovanför Kerstin och Kennet. Han delar ut tidningar i området och är en händig kille som gillar att mecka med elektroniska apparater. Resultatet blir kanske inte alltid helt lyckat, händig men lite fumlig. Ibland kommer Niklas morfar på besök som är den enda släkting Niklas har.
Niklas - Peter Viitanen, Niklas morfar - Eivin Dahlgren

## Övriga medverkande
- Anita (Pontus mamma) -  Anki Larsson
- Rektorn - Niklas Hjulström
- Fridas fröken - Jill Ung
- Tommy (Gustafssons Gamle Granne) - Dag Malmberg
- Louise (Annikas syster) - Karin Stigsdotter
- Mäklaren - Timo Nieminen

### Fotnoter
1. ↑  Orka! Orka!, eftertexter.[källa från Wikidata]
2. ↑  ”Orka! Orka!”. http://smdb.kb.se/catalog/search?q=Orka%21+Orka%21+typ%3Atv&sort=OLDEST. Läst 10 november 2012.